# The Power Within
A 'The Power Within a DragonForce együttes 2012-ben megjelent ötödik stúdióalbuma.

## Számok listája
1. Holding On 4:56
2. Fallen World 4:09
3. Cry Thunder 5:17
4. Give Me the Night 4:29
5. Wings of Liberty 7:22
6. Seasons 5:05
7. Heart of the Storm 4:22
8. Die by the Sword 4:26
9. Last Man Stands 5:12
10. Seasons (Akusztikus változat) 4:26